# Sandro Sisler
Sandro Sisler (Bollate, 12 aprile 1968) è un politico italiano.

## Biografia e formazione
Nato a Bollate (MI), il 12 aprile 1968, risiede attualmente a Cinisello Balsamo (MI). Laureatosi in giurisprudenza presso l'Università Cattolica del Sacro Cuore di Milano, frequenta presso lo stesso ateneo Corso di alta formazione per giuristi di impresa. Si specializza, poi, in ambito economico con un Master Universitario di I livello in Servizi Economici Avanzati.
È iscritto all'Albo Nazionale dei componenti delle commissioni giudicatrici dell'ANAC.

## Attività professionale
Ha iniziato il suo percorso professionale in Lombardia Informatica S.p.A. (oggi Aria S.p.A.) nel 2000 come Responsabile dell'Ufficio Legale, direttamente riportante all'Amministratore Delegato. Dal 2015 al 2019 e tuttora, in un periodo di aspettativa, ha occupato e ricopre il ruolo di Direttore della Direzione Acquisti, Affari Legali e Generali e Societari.
Nel campo dell'amministrazione aziendale, ha inoltre ricoperto le seguenti cariche: Amministratore Unico di Nord Milano Ambiente (2019-2022), società partecipata-in house del Comune di Cinisello Balsamo, Presidente di Aler Monza (2008-2013), società pubblica di Gestione Immobiliare, Membro del CDA di Ferrovie Nord società pubblica di trasporti.

## Carriera Politica
Membro di Alleanza Nazionale sin dalla sua fondazione, Sandro Sisler è stato consigliere comunale del comune di Cinisello Balsamo dal 1995 al 2009. Ha inoltre ricoperto il ruolo di assessore all'urbanistica di Muggiò dal 1999 al 2004 e di Carate Brianza dal 2004 al 2011.
Membro del direttivo di ANCI Lombardia dal 2005 al 2009, nel febbraio 2012 è stato eletto segretario provinciale del PdL, unico eletto con congresso con il 72, 04% dei voti, sfidando altri tre candidati tra cui Guido Podestà.
Nel 2012 Sisler riceve avviso di garanzia relativamente all’inchiesta Carate Nostra. Con decreto emesso il 5 novembre 2015, il Gip di Monza, accogliendo la richiesta avanzata dalla Procura della Repubblica, ha disposto l’archiviazione del procedimento iscritto a suo carico, confermandone l'estraneità ai fatti .
Dal 2018 è portavoce provinciale di Fratelli d'Italia Milano.
Candidatosi alle elezioni politiche anticipate del 25 settembre 2022, viene eletto al Senato della Repubblica per FdI.
Ricopre attualmente la carica di Vicepresidente della Seconda Commissione Permanente (Giustizia) ed è membro della Commissione parlamentare di inchiesta sul fenomeno delle mafie e sulle altre associazioni criminali.
Dal 20 settembre 2023 è Presidente del Consiglio di Disciplina del Senato della Repubblica.
Dal 6 ottobre 2023 è membro della Commissione parlamentare di Vigilanza sull’Anagrafe Tributaria.
Ha presenziato, su delega del presidente del Senato Ignazio La Russa, alla missione OCSE a Parigi 6-7/11 2022 la  “Riunione del Gruppo parlamentare globale sull’intelligenza artificiale”.
È inoltre primo relatore del Disegno di Legge 154 (Elezione dei componenti del Consiglio superiore della magistratura).